# Danièle Aron-Rosa
Pour les articles homonymes, voir Aron et Rosa.
 (mars 2024).
La mise en forme du texte ne suit pas les recommandations de Wikipédia : il faut le « wikifier ».
Les points d'amélioration suivants sont les cas les plus fréquents. Le détail des points à revoir est peut-être précisé sur la page de discussion.
- Les titres sont pré-formatés par le logiciel. Ils ne sont ni en capitales, ni en gras.
- Le texte ne doit pas être écrit en capitales (les noms de famille non plus), ni en gras, ni en italique, ni en « petit »…
- Le gras n'est utilisé que pour surligner le titre de l'article dans l'introduction, une seule fois.
- L'italique est rarement utilisé : mots en langue étrangère, titres d'œuvres, noms de bateaux, etc.
- Les citations ne sont pas en italique mais en corps de texte normal. Elles sont entourées par des guillemets français : « et ».
- Les listes à puces sont à éviter, des paragraphes rédigés étant largement préférés. Les tableaux sont à réserver à la présentation de données structurées (résultats, etc.).
- Les appels de note de bas de page (petits chiffres en exposant, introduits par l'outil «  Source ») sont à placer entre la fin de phrase et le point final[comme ça].
- Les liens internes (vers d'autres articles de Wikipédia) sont à choisir avec parcimonie. Créez des liens vers des articles approfondissant le sujet. Les termes génériques sans rapport avec le sujet sont à éviter, ainsi que les répétitions de liens vers un même terme.
- Les liens externes sont à placer uniquement dans une section « Liens externes », à la fin de l'article. Ces liens sont à choisir avec parcimonie suivant les règles définies. Si un lien sert de source à l'article, son insertion dans le texte est à faire par les notes de bas de page.
- La présentation des références doit suivre les conventions bibliographiques. Il est recommandé d'utiliser les modèles {{Ouvrage}}, {{Chapitre}}, {{Article}}, {{Lien web}} et/ou {{Bibliographie}}. Le mode d'édition visuel peut mettre en forme automatiquement les références.
- Insérer une infobox (cadre d'informations à droite) n'est pas obligatoire pour parachever la mise en page.

Pour une aide détaillée, merci de consulter Aide:Wikification.
Si vous pensez que ces points ont été résolus, vous pouvez retirer ce bandeau et améliorer la mise en forme d'un autre article.
 (mars 2024).
 (mars 2024).
Danièle Aron-Rosa (née en 1934) est une ophtalmologue et médecin franco-tunisienne connue pour avoir développé le laser ophtalmique picoseconde Nd:YAG pour les chirurgies oculaires. Elle est considérée comme la pionnière du laser en ophtalmologie, avec Franz Fankhauser. Elle est également peintre, sous le pseudonyme de Genskof ou Aron Genskof, et possède des œuvres dans les collections permanentes de plusieurs musées en France et aux États-Unis.

## Jeunesse et études
Danièle Sylvie Rosa naît en 1934 à Tunis, en Tunisie, de Renée (née Valensi) et André Rosa, d'origine juive .Si elle commence ses études universitaires en physique, elle s'oriente plus tard vers la médecine et obtient en 1962 le diplôme de docteure de médecine de l'Université de Paris. Elle effectue ensuite sa résidence à l'Assistance Publique – Hôpitaux de Paris, durant laquelle elle s'intéresse à l'ophtalmologie . Elle complète sa spécialité avec une bourse de l'Université de Paris.  Elle épouse Jean-Jacques Aron en 1958. 

## Carrière

### Développement de technologies laser en ophtalmologie
À partir de 1962, Aron-Rosa dirige la clinique ophtalmologique de l'Assistance Publique - Hôpitaux de Paris , et en 1972, elle devient professeure et directrice du département d'ophtalmologie de l'Université Paris Diderot. En 1974, elle obtient la chaire d'ophtalmologie à l'Hôpital Robert-Debré et à l'Hôpital Fondation Adolphe de Rothschild à Paris.   Elle commence sa carrière par l'étude des tumeurs au fond de l’œil.  Travaillant à la Fondation Rothschild à Paris au début des années 1970, elle y commence des expériences dans lesquelles elle tente de couper des brins de corps vitré avec un laser.  La réalisation est délicate, car la forte puissance et la faible vitesse des lasers endommagent souvent l'œil. Poussée par son intérêt pour la physique, elle a commencé à rechercher comment augmenter la vitesse et réduire la puissance.  Depuis, les progrès techniques ont permis d'améliorer les lasers, et les lasers à rubis sont à présent utilisés en la chirurgie oculaire.
En 1973, une discussion avec le physicien Pierre Victor Auger conduit Aron-Rosa à s'intéresser aux lasers YAG pulsés, qui ont une énergie plus faible et une puissance plus élevée. En orientant ses recherches vers les lasers YAG, elle a reconnu le potentiel des pulsations ultra-rapides après avoir regardé une émission scientifique à la télévision en 1975, dans laquelle une seule mitochondrie était détruite sans faire éclater la cellule qui l'entourait.  En collaboration avec Jean-Claude Griesemann, Aron-Rosa a développé et breveté le laser ophtalmique picoseconde Nd:YAG pour les chirurgies de l'oeil en 1978.   Grâce à ce type de laser, elle a pu réaliser des capsulotomies postérieures. 
Aron-Rosa a introduit sa technologie aux États-Unis en 1982, après avoir opéré avec succès plus de 6 500 patients en France.   L'année suivante, elle est honorée comme Chevalier de la Légion d'Honneur.   Le travail de Aron-Rosa est reconnu lors de la conférence de l'innovateur en 1987 de la Société Américaine de la Cataracte et Chirurgie Réfractive (en)  et a été intronisée dans le Hall of Fame de la Société en 2003.  L'année suivante, elle est nommée lauréate de l' Académie américaine d'ophthalmologie (en).  Aron-Rosa a pris sa retraite en 2010 pour concentrer son énergie sur sa peinture.  Elle est reconnue, avec Franz Fankhauser, comme la pionnière la plus respectée dans l'utilisation du laser en chirurgie de l'oeil. 

### Art
Aron-Rosa peint sous le nom de Genskof ou Aron Genskof .   Beaucoup de ses œuvres portent sur un thème religieux, comme celles exposées en 2010 au Musée d'Art et d'Histoire du Judaïsme à Paris. L'une d'elles, Giocodell'oca del popolo ebraico, figure un jeu de l'oie: sur une grande toile bleue, et avec une menorah en son centre, sont représentées dans les cases du jeu des personnes rêvant de la création de l'État d'Israël.  Elle possède des peintures dans les collections permanentes des musées des Sables-d'Olonne, Memphis et Nashville. 

### Citations
1. ↑  Goes 2013, p. 9.
2. 1 2 3 4  Schwartz 2008, p. 31.
3. 1 2 3  Sleeman 2002, p. 27.
4. 1 2  American Academy of Ophthalmology 2004.
5. 1 2  Munnerlyn 2003, p. 2354.
6. ↑  Karickhoff 2019, p. 44–45.
7. 1 2 3  Karickhoff 2019, p. 45.
8. ↑  Knox 1982, p. 3.
9. ↑  Rodgers 1982, p. D2.
10. 1 2  Cataract & Refractive Surgery Today 2004, p. 82.
11. ↑  Aron-Rosa 1987, p. 428–430.
12. 1 2 3  De Benedetti 2010, p. 7.
13. ↑  Karickhoff 2019, p. 28.
14. ↑  Tassignon 2019, p. 5.
15. ↑  Seiziem'Art Association 2020.